# الخياعل (حزم العدين)

تعديل مصدري - تعديل

الخياعل هي إحدى قرى عزلة المعيظة بمديرية حزم العدين التابعة لمحافظة إب، بلغ تعداد سكانها 734 نسمة حسب تعداد اليمن لعام 2004.